# Aruküla (Alutaguse)
Koordinaten: 59° 15′ N, 27° 19′ O
Aruküla ist ein Dorf (estnisch küla) in der Landgemeinde Alutaguse (bis 2017 Mäetaguse). Es liegt im Kreis Ida-Viru (Ost-Wierland) im Nordosten Estlands.

## Beschreibung und Geschichte
Das Dorf hat 31 Einwohner (Stand 1. Januar 2011). Er liegt nördlich des Hauptorts Mäetaguse.
Während der sowjetischen Besetzung Estlands war das Dorf bekannt für die Kolchose Kevade („Frühling“).

## Persönlichkeiten
Berühmtester Sohn des Ortes ist der estnische Chemiker Leevi Mölder (geboren 1933). Er hat sich besonders um die Erforschung des Ölschiefers und der Anwendungsmöglichkeiten von Biodiesel verdient gemacht.